# Бедолах
Бедолах (ивр. בְּדֹלַח‎; букв. Кристалл) — ныне утраченное израильское поселение и рабочий лагерь в поселенческом блоке Гуш-Катиф в секторе Газа, примерно в трёх километрах к северо-западу от Рафаха. Бедола было основано как военизированное поселение Нахаль в 1979 году и передано гражданскому населению в 1986 году как религиозное сельскохозяйственное поселение. Лагерь принадлежал поселенческой организации «Амана» и носил религиозный характер — здесь проживало 220 религиозных евреев.
Все еврейские жители были выселены, дома снесены, а земля передана Палестинской национальной администрации в рамках одностороннего размежевания и ухода Израиля в 2005 году.

## История
Решение о создании военной базы Нахаля «Бедолах» было принято Комитетом министров обороны 3 января 1979 года в дни переговоров о заключении мирного соглашения между Израилем и Египтом. Населённый пункт, который изначально получил название Катиф V, должен был быть основан в течение трёх недель. 15 января 1979 года состоялся обход поселения поселенцами. Место изначально было создано как военный форпост для защиты и подготавливалось для заселения гражданскими лицами. Примерно через месяц было решено, что начиная с апреля 1979 года данный населённый пункт станет обычным поселением Нахаль, находящимся под опекой отдела поселений.
В первые месяцы солдаты страдали от недостатка работы из-за отсутствия водопровода, что не позволяло разбить огород. Позже на месте, где выращивали капусту, цветную капусту и баклажаны, был разбит огород площадью 20 дунамов, питомник песчаных растений и была установлена швейная машинка для кукол и подушек.
Первоначально водосбор назывался Катиф V, а затем Гадид, но в июне 1980 года было решено назвать место Бедолах как символ сельского хозяйства в стеклянных теплицах, а имя Гадид было присвоено следующему северному водосбору, который позже стал поселением Гадид.
11 марта 1986 года сюда переехало ядро семей, проживавших четыре года в мошаве Мораг, эти семьи прибыли в составе Ассоциации поселений Мизрахи Хапоэль из Негева, Лахиша, Хашарона и Мемпони. В октябре 1986 года церемония открытия Бедолах состоялась в присутствии министра Давида Леви.
В поселении проживало 33 семьи (50 на пике популярности), экономика которых в основном основывалась на сельском хозяйстве.
17 августа 2005 года поселение было эвакуировано «Голубой бригадой» ВВС Израиля в рамках плана размежевания, принятого правительством Израиля в 2004 году. После эвакуации большинство семей из Бедолах переселились в мобильные дома в Ницане.